# 김동한 (1892년)
김동한(金東漢, 1892년 10월 8일 ~ 1937년 12월 7일)은 일제강점기에 만주 지역에서 간도협조회를 창설한 공작원으로, 호는 백산(白山), 본적지는 함경남도 단천군 파도면이다.

## 생애

### 생애 초기
1909년에 평양의 대성학교를 수료하였고, 이듬해 간도로 이주하여 간도 한민회 산하 교육회에서 사무원으로 근무하면서 항일 운동 세력과 인연을 맺게 되었다.

### 독립운동에 투신
1911년에는 러시아의 블라디보스토크로 재차 이주했다. 이 곳에서는 한인촌에서 신채호가 발행하는 《권업신문》에서 교정원으로 일했다. 1915년에 훈춘교우회 총무가 되었고, 1918년에는 연해주 빨치산사령부에서 일하는 등 본격적인 사회단체 활동을 시작했다. 이 시기의 김동한은 이동휘, 김좌진, 이청천과 뜻을 같이 하여 항일 무장 항쟁을 준비하는 독립운동가였다.
1919년부터 2년 동안 모스크바에 유학하여 모스크바 군정학교 속성 과정 및 제3국제공산당 정치반을 수료하고 공산주의 운동가 교육을 받았다. 1920년을 기준으로 전로한인공산당 선전과 소속이었고, 조선인 공산주의자 부대에도 소속되어 있었다.
1921년에는 이르쿠츠크 전한공산당 창립대회에서 의장을 맡고 상하이파 고려공산당의 군사부 위원에 임명되는 등 상당한 지위에 올랐다. 당시 일본 측에서는 "굴지의 배일운동가"로 김동한을 주목하고 있었다.
그러나 1921년 6월에 자유시 참변과 관련하여 소련군에 체포되어 4개월 동안 구금되었다가 풀려나는 사건을 겪게 되었다. 3년 뒤인 1924년에는 일본의 지령을 받고 중국인과 내통한 밀정 혐의로 정치보안부에 또다시 체포되었다.

### 전향 과정
자유시 참변 이후 일련의 사건을 겪으며 김동한은 전향하게 되었고, 두 번째 체포 이후 일본영사관에 넘겨져 조선으로 귀환한 뒤 적극적인 친일 인사로 돌변했다.
1931년 만주에서 민생단 조직에 관여했고, 1934년에는 일본군 특무조직인 간도협조회를 발기하여 본부 회장직에 올랐다. 이 단체는 항일 세력 파괴와 만주 지역 조선인 통제가 주요 목적인, 만주 지역의 대표적인 친일단체이다.
김동한은 간도협조회 성립을 주도하고 1935년부터 일본 관동군 헌병사령부의 북지파견공작반 반장을, 1936년부터는 만주국협화회 동변도 특별공작부 본부장도 겸직했다. 이때 김동한이 받은 대우는 일본군 헌병 부사관 군조급 대우와 같았다.
중국 측 기록에 따르면 이 기간 동안 김동한은 일본군 옌지 헌병대장과 단짝이 되어 대대적인 항일 부대 토벌을 벌인 것으로 되어 있으며, 각종 이간책과 유언비어 날조, 밀정 투입 등의 수법을 사용했다. 김동한이 체포하고 투항시킨 항일 운동가의 숫자는 수천 명에 이른다. 내선일체의 필요성을 홍보하고 황민화 정책의 적극 추진을 주장하는 선전 작업도 병행했다.
간도협조회가 폐지되어 만주국협화회로 통합된 뒤 1937년 1월에 만주국협화회 중앙본부 지도부 촉탁이 되었다. 6월부터는 항일 세력이 결집한 북만주 지역을 토벌하기 위해 만주국협화회 싼장 성 특별공작부 부장이 되었고, 그해 12월에 동북항일연군 부대와 전투 중에 전사했다.
사후 1940년 일본 정부는 김동한에게 훈6등 단광욱일장을 추서했다.

## 사후
매복 습격으로 김동한을 사살한 동북항일연군 측의 기록에 의하면, "민족의 망나니"인 김동한을 "정의의 탄알로 처단"한 것으로 되어 있다. 김동한은 동북항일연군 군사정치부 주임 김근을 회유하는 공작을 진행하다가 살해당했다. 김근은 김동한의 목을 베어 대문에 걸어놓게 하였다.
김동한의 장례식은 관동군 헌병대 사령관이 참석해 조사를 읽는 등 대대적으로 치러졌다. 만주국협화회는 김동한의 3주기에 조각가 김복진에게 위탁하여 동상을 제작해 건립하고 헌창기념비를 세우기도 했다. "흥아운동의 선구자", "만주국 치안숙정의 공로자", "동아 신질서 건설의 공로자"로 묘사된 김동한의 이념을 기리기 위한 동상 제막식은 옌지에서 성대하게 열렸다.
쇼와 천황이 참석한 가운데 야스쿠니 신사에서 개최된 일본 국가 행사에서 김동한의 유족들을 초대하여 그의 공적을 칭송한 일도 있었다.
대한민국 친일반민족행위진상규명위원회가 2007년에 발표한 친일반민족행위 195인 명단에 포함되었다. 2002년 공개된 친일파 708인 명단 밀정 부문과 2008년 민족문제연구소가 정리한 친일인명사전 수록예정자 명단 중 해외 부문에도 들어 있다.
민생단 사건과 간도협조회의 활동을 직접 목격한 김일성은 회고록 《세기와 더불어》에 김동한에 대해 언급하고 있다. 김일성은 김동한이 러시아에서 10월 혁명 전에 이미 공산당에 입당한 운동가였으나 전향한 뒤에는 "자기를 조선에서 태어난 일본인이라고 착각할 만큼 일본인으로 철저히 동화된 자", "매국배족근성이 골수에까지 사무친 수급역적"이 되었다고 표현했다.

## 같이 보기
- 간도협조회

## 참고자료
- 친일반민족행위진상규명위원회 (2007년 12월). 〈김동한〉 (PDF). 《2007년도 조사보고서 II - 친일반민족행위결정이유서》. 서울. 2033~2058쪽쪽. 발간등록번호 11-1560010-0000002-10. [깨진 링크(과거 내용 찾기)]